# Estação Ferroviária de Borda da Mata
A Estação de Borda da Mata é a antiga estação ferroviária do município de Borda da Mata, localizado no interior do estado de Minas Gerais. Em 2022, nela funciona um centro de artesanato.
Fez parte do Ramal de Sapucaí da Rede Mineira de Viação até 1984, quando foi fechada; o ramal foi desmantelado dois anos depois.

## História
A estação foi inaugurada em 1º de Agosto de 1895, pela Viação Férrea Sapucaí, com o nome de Borda da Matta, para facilitar o escoamento do café produzido na região. Por praticamente 90 anos, foi a principal ligação da cidade com o restante do país, sendo fator tão importante no crescimento da região que tornou-se, em 2007, a primeira edificação tombada como patrimônio histórico do município.
Em 1910, passou a fazer parte da Rede Sul Mineira, quando da incorporação por esta da Viação Férrea Sapucaí. 21 anos mais tarde, em 1931, a estação, junto da Rede Sul Mineira, já estatizada desde 1922, foi incorporada pela Rede Mineira de Viação, com sua linha tornando-se ramal. Por fim, em 1953, foi transferida para o Governo Federal, sendo uma das ferrovias formadoras da Rede Ferroviária Federal (RFFSA), em 1957.
Durante a construção da Usina Hidrelétrica de Itaipu, entre 1975 e 1982, todo o cimento e as ferragens usados passaram pelo ramal do Sapucaí, as composições sendo fracionadas na estação de Borda da Mata como estratégia operacional para facilitar a baldeação com a Fepasa na estação de Sapucaí.
Em 1982, os trens de passageiros foram erradicados no ramal e, dois anos depois, as cargas também o foram, com os trilhos sendo arrancados pouco depois. A estação foi, então, se deteriorando, até tornar-se uma ruína em 2009, mesmo tendo sido tombada pelo município 2 anos antes. Em 2010, foi repassada à Prefeitura e, em 2014, sofreu reforma, que descaracterizou sua fachada original, para, enfim, abrigar o centro de artesanato que lá está a partir de, ao menos 2018.